# 巧克力唱片
巧克力唱片是中国大陆地区的一家唱片公司，成立于2014年，英文名称为Chocolate Records（简称CR唱片），主要从事制作与发行音乐专辑、艺人经纪、数字媒体的推广与宣传，策划及举办大型演唱会等相关业务。

## 发展历史
2014年3月，制作发行单曲《岁月如歌》
2015年2月，歌手鲍芮希签约巧克力唱片公司。
2016年3月，制作并推出“双版本”音乐作品《让梦想飞》。
2018年4月，发布李庚桐创作并演唱的歌曲《孩子》。
2018年9月，MUSIC CHINA（音乐中国）首席执行官涓子出任巧克力唱片副总裁。
2018年11月，制作并推出单曲《火焰》。
2018年12月，土耳其歌手埃里克·埃尔坎签约巧克力唱片公司。
2019年1月，匈牙利小提琴演奏家詹诺斯·奥拉签约巧克力唱片公司。
2019年5月，发行布鲁斯摇滚歌曲《对门老张（demo版）》。
2019年11月，发行歌手魏嘉欣演唱歌曲《绽放》。
2019年11月，发行台湾歌手于立成演唱的歌曲《感恩》与 歌曲《愿》。
2019年12月，发行台湾歌手安古（sin）演唱的歌曲《相遇》。

## 音乐作品
| 作品名称 | 类型 | 曲风     | 表演者 | 制作人 | 发行时间   | 备注/说明                                                                  |
| -------- | ---- | -------- | ------ | ------ | ---------- | -------------------------------------------------------------------------- |
| 岁月如歌 | 单曲 | 流行     | 张皓玥 | 李庚桐 | 2014年3月  | 该首歌曲主要描述对年少时期友情的怀念以及对生活的感恩之情。                 |
| 让梦想飞 | 单曲 | 流行     | 群星   | 李庚桐 | 2016年3月  | 该首歌曲分为“激情版”与“青春版”两个版本。歌曲题材为青春励志。               |
| 愿望     | 单曲 | 流行古典 | 李倩   | 李庚桐 | 2017年4月  | 不适用                                                                     |
| 孩子     | 单曲 | 流行     | 李庚桐 | 李庚桐 | 2018年4月  | 这是一首写给孤儿的音乐作品。并希望通过该首歌曲引起人们对孤儿的关怀与爱护。 |
| 火焰     | 单曲 | 流行     | 宫巧莉 | 李庚桐 | 2018年11月 | 不适用                                                                     |

## 旗下艺人
| 艺人名称      | 性质             | 地区     | 艺人/艺术家介绍                                                            | 签约时间   |
| ------------- | ---------------- | -------- | -------------------------------------------------------------------------- | ---------- |
| 鲍芮希        | 少女歌手         | 中国大陆 | 鲍芮希出生于日本东京，是中国作曲家王莘的外孙女，钢琴家鲍蕙荞的侄孙女。     | 2015年2月  |
| 安古          | 歌手/音乐人      | 台湾     | 安古，艺名Sin。臺灣原住民族音乐人兼歌手。代表作品：单曲《相遇》            | 2019年11月 |
| 埃里克·埃尔坎 | 歌手/乐队/音乐人 | 土耳其   | 埃里克·埃尔坎，土耳其歌手，其乐队为Peace Union。代表音乐作品：《有机专辑》 | 2018年12月 |
| 詹诺斯·奥拉   | 艺术家           | 匈牙利   | 詹诺斯·奥拉，匈牙利职业小提琴演奏家。毕业于Bela Bartok音乐学院             | 2019年1月  |

## 主要活动
2015年2月于天津举办歌手鲍芮希签约巧克力唱片公司新闻发布会。